# Grăseni, Ungheni
Grăseni este un sat din componența comunei Todirești din raionul Ungheni, Republica Moldova.